# Tina Andrews
Tina Andrews (ur. 23 kwietnia 1951) – amerykańska aktorka, scenarzystka i producentka telewizyjna.

## Filmografia
seriale
- 1965: Dni naszego życia jako Valerie Grant
- 1972: Ulice San Francisco jako Millie
- 1983: At Ease jako Dziewczyna
- 1987: Piękna i Bestia (serial telewizyjny 1987) jako Kobieta w budce

film
- 1972: Weekend Nun, The jako Bernetta
- 1974: Conrack jako Mary
- 1987: Szalone nóżki jako Justine

scenarzysta
- 1998: Miłość jest dla głupców
- 2000: Amerykański skandal

producent telewizyjny
- 2000: Historia Jackie Bouvier Kennedy Onassis

## Nagrody i nominacje
Za film Amerykański skandal została nominowana do nagrody WGA (TV).